# Tinggianthura
Tinggianthura es un género de isópodos de la familia Anthuridae.

## Especies
- Tinggianthura alba Chew, bin Abdul Rahim & bin Haji Ross, 2014
- Tinggianthura mexicana Jarquín-Martínez & García-Madrigal, 2021